# Serik Belediyespor
El Serik Belediyespor es un equipo de fútbol de Turquía que juega en la TFF Primera División, la segunda categoría nacional.

## Historia
Fue fundado en el año 1955 en el municipio de Serik de la ciudad de Antalya como equipo aficionado. En la temporada 2015–16 juega por primera vez en su historia en la Regional Amateur League. Serik Belediyespor ganó el Grupo 7 con 62 puntos en 2017–18 y clasificó al playoff de ascenso. Terminó venciendo al Ödemişspor por 5–0 en la primera ronda y logró el ascenso al nivel profesional por primera vez en su historia.
El presidente del Rakip Utan terminó renunciando. Ali Aksu fue electo como el nuevo presidente en una sesión general extraordinaria general el 9 de junio de 2018.
El Serik Belediyespor jugó en la TFF Third League, Grupo 3 en 2018–19 donde tuvo 13 victorias, 13 empates y 8 derrotas en 34 partidos con el entrenador Mehmet Şansal. Terminó en cuarto lugar con 52 puntos y clasificó al playoffs donde eliminó en la semifinal al Karacabey Belediyespor por 5-2 en el global. En la final jugada en Adana en el 5 Ocak Fatih Terim Stadium el Serik Belediyespor enfrentó al Yeni Çorumspor, partido que perdió en penales luego de terminar empatados 1–1. En la asamblea general de la temporada 2019–20 Ramazan Kaçar fue electo como el nuevo presidente del club. El Serik Belediyespor jugó en el TFF Third League, Grupo 1 donde terminó en primer lugar y logró el ascenso a la TFF Segunda División. El club enfrentó a equipos de la Süper Lig como el Adana Demirspor, Ankaragücü y Beşiktaş en su primera participación en la Copa de Turquía.